# Lapalionsaari
Lapalionsaari är en ö i Finland. Den ligger i sjön Venejärvi och i kommunen Rovaniemi i den ekonomiska regionen  Rovaniemi ekonomiska region  och landskapet Lappland, i den norra delen av landet, 700 km norr om huvudstaden Helsingfors. Öns area är 7,1 hektar och dess största längd är 460 meter i sydöst-nordvästlig riktning.